# Квантовий вихід
Квантовий вихід — число, яке вказує на те, скільки бажаних подій відбувається при поглинанні речовиною одного фотона (кванта світла). Стандартне позначення квантового виходу в оптиці — {\displaystyle Q}, в фотохімії — {\displaystyle \varphi }.
Зокрема, квантовий вихід люмінесценції — це ймовірність того, що поглинання фотона люмінофором призведе до люмінесцентного випромінювання, квантовий вихід фотохімічної реакції — що поглинання фотона призведе до хімічного перетворення речовини тощо.
Це можна записати, як 
{\displaystyle Q={\frac {n_{a}}{n_{q}}},}
де {\displaystyle {n_{a}}} — кількість молекул (чи атомів, радикалів, йонів), з якими відбулися  перетворення/випромінювання, {\displaystyle {n_{q}}} — кількість квантів світла, що їх поглинула речовина.
Квантовий вихід завжди менший за одиницю. Теоретично він може дорівнювати одиниці, лише якщо кожен фотон обов'язково викликає певний фотохімічний/фотофізичний процес, проте це ідеальний випадок; на практиці він завжди менший за одиницю (бо завжди існують невипромінювальні процеси, розсіювання енергії тощо). Особливим випадком є збудження фотоном ланцюгових реакцій, але й у цьому разі більшим за одиницю є лише квантовий вихід брутто-реакції, а квантовий вихід першої елементарної стадії все рівно одиницю не перевищуватиме.
Диференціальний  квантовий  вихід  визначається  відношенням Ф= (dx/dt)/aph, де  dx/dt  швидкість  зміни  певної  вимірюваної  фізичної величини, aph — кількість(моль) поглинених фотонів.